# Lüderitz (Germania)
Lüderitz è una frazione della città tedesca di Tangerhütte, nella Sassonia-Anhalt.
Fino al 31 maggio 2010 è stato comune autonomo. A partire da quella data, insieme agli allora comuni di Bellingen, Birkholz, Bittkau, Cobbel, Demker, Grieben, Hüselitz, Jerchel, Kehnert, Ringfurth, Schelldorf, Schernebeck, Schönwalde, Uchtdorf, Uetz, Weißewarte e Windberge si è unito alla città di Tangerhütte di cui è divenuto frazione (Ortschaft).